# Borstahusens BK
Borstahusens/Borstahusenes BK (Boldklub) er en fodboldklub, der kommer fra det gamle fiskerleje Borstahusene i Landskrona/Landscrone. Klubben blev stiftet den 20. januar 1922, og var først kaldet for IK Atleten. Holdet spillede 1969 i den daværende division 2, som var Sveriges næsthøjeste serie (nuværende Superettan). Der spillede de mod gamle storhold som Kalmar FF, Helsingborg IF, Landscrone Bois og Halmsted BK og tog tre af fire point i lokalogørene mod Landscrone Bois, og overgik endda arvefjenden Bois tilskuertal. Borstahusene blev imidlertid henvist til Division 3 efter kun en sæson og har siden spillet i de lavere divisioner.
Spilledragten er røde trøjer og blå bukser.